# Brunów (powiat Lwówecki)
Brunów (Duits: Braunau) is een dorp in de Poolse woiwodschap Neder-Silezië. De plaats maakt deel uit van de gemeente Lwówek Śląski en telt 125 inwoners.